# Manchester (Connecticut, város)
Manchester város az USA Connecticut államában, Hartford megyében. Lakosainak száma 59 713 fő (2020. április 1.).

## Népesség
A település népességének változása:

| 2010 | 58 241 |
| 2020 | 59 713 |